# 룩셈부르크 공녀 마리가브리엘
룩셈부르크 공녀 마리가브리엘(Princess Marie-Gabrielle of Luxembourg, 1925년 8월 2일 ~ 2023년 2월 9일)는 룩셈부르크 여대공 샤를로트와 부르봉파르마의 펠릭스의 셋째 딸이자 넷째 아이로 룩셈부르크의 공녀였다.